# 羽田国際高等学校
羽田国際高等学校は、東京都大田区本羽田一丁目にある私立高等学校である。全日制普通科の中に三つのコース（特別進学コース、総合進学コース、幼児教育コース）を擁する。幼児教育コース（女子のみ募集）を除き男女共学。
1941年に「蒲田高等女学校」として設立された。2024年3月まで女子校の「蒲田女子高等学校」であったが、同年4月に共学化および現校名への改称を行った。

## 概要
漢文学者簡野信衛（1865 - 1938）の遺志により設立され、学校法人簡野学園が運営している。
同じ敷地に羽田幼児教育専門学校および「ふぞく幼稚園」「ふぞく保育室」を併設している。かつては中学校も併設していた。2025年度から中学校を再び開校する予定であったが、校舎建築工事の都合により2026年（令和8年）度に延期となった。

## 設置学科
特別進学コース
「伸びしろを鍛える」「学び残しを作らない」「綿密な進路面談」「面倒見の良さ」をテーマに、日東駒専以上の難関大合格を目指す。0限の時間には毎日英単語など小テストなどを行い、学力の向上を図る。
総合進学コース
「豊富なフィールドワーク」「基礎学習」「学び直し」「自分探し」をテーマにグローカルキャリア教育で「夢の実現」をサポート。「WINGS探求」の授業を多く設置し、思考力を養う。2年次から「WINGS特進コース」にコースアップが可能。「WINGS特進コース」は総合型選抜を中心とし、難関大学合格を目指す。
幼児教育コース（女子のみ）
簡野学園が運営する幼稚園・保育園・幼児教育専門学校と連携し、幼稚園教諭・保育士を育てる。

## 沿革
- 1941年（昭和16年） - 東京女子高等師範学校教授簡野道明の妻・信衛により、学校法人簡野育英会蒲田高等女学校を設立
- 1948年（昭和23年） - 学制改革により、蒲田女子高等学校・中学校に改編
- 1955年（昭和30年） - 附属幼稚園を設立
- 1973年（昭和48年） - 蒲田保育専門学校（現・羽田幼児教育専門学校）を設立
- 1994年（平成6年） - 普通科、商業科を5クラス制に再編
- 2011年（平成23年） - 創立70周年（記念式典挙行・記念誌の発行）
- 2014年（平成26年） - 「第8回キャリア教育優良教育員会、学校及びPTA団体等文部科学大臣表彰」受賞
- 2014年（平成26年） - 学園がドイツ・カッセルにある保育者養成校エヴァンゲリシャス・フレーベルセミナー校と姉妹校締結
- 2014年（平成26年）9月 - 大田区認定小規模保育所「蒲田保育専門学校ふぞく保育室」を開設
- 2015年（平成27年） - 普通科2コース制（幼児教育コース／キャリアコース）に再編
- 2016年（平成28年） - 蒲田保育専門学校ふぞく北糀谷保育園を開園
- 2017年（平成29年） - 蒲田保育専門学校ふぞく糀谷駅前保育園を開園
- 2019年（平成31年） - 蒲田保育専門学校ふぞく六郷保育園を開園
- 2020年（令和2年） - 普通科3コース制（アドバンスドキャリア／グローバルキャリア／幼児教育）
- 2021年（令和3年） - 学園創立80周年。蒲田保育専門学校ふぞく東六郷保育園を開園
- 2022年（令和4年） - 法人名を簡野学園に変更[4]。簡野学園ふぞく仲六郷保育園を開園
- 2024年（令和6年）4月 - 羽田国際高等学校に改称。幼児教育コースを除き男女共学化[4]。コースを再編（特別進学／総合進学／幼児教育）。新校舎（西校舎・南校舎）完成。

- 2026年（令和7年）- 羽田国際中学校開校予定

## 施設
2024年に完成された西校舎・南校舎に加え、以前からの本館がある。

### 西校舎
- Lobby　-1台の自動販売機の設置があり自習や放課後の友人とのコミュニケーションを楽しめる。
- J-Lounge　-西校舎2階にありLobbyと同じように使うことができる。普段高校生の使用は禁止されている。

### 南校舎
- -Hall　-隣接するK-Libraryで本を読んだり、自習やコミュニケーションを楽しめる。
- K-Step　-「WINGS探求」の授業などで階段状の椅子に座りながら前の大画面プロジェクタを使い授業を受ける。
- K-Library　-図書館。本の数はほかの高校に比べると少ないが、開放的な空間で読書に集中することができる。
- Wings Stage　-「WINGS探求」ASP活動（放課後活動）の一つである「WINGSゼミ」などで使用する開放的な教室。一人一人の席ではなく、グループ型の席で、グループ活動をする際によく使われる。
- J-Wings Stage　-上記のWings Stageの中学生版である。椅子が少し小さめであったりする。
- Performance Stage　-音楽室。Wings Stageなどとは違いドアで区切られている教室。音楽の授業や、吹奏楽部の活動場所として使われている。楽器は多様であり、席数は40席近くある。
- Life Stage　-家庭科室。幼児教育コースでの人形や絵の作成や、調理の授業などを行う。
- Art Stage　-美術室。美術の授業で使われる。ASP活動の１つであるイラスト部での活動場所である。

### 本館
- 中庭　-昼食を中庭で食べることができる。水曜日にはEnglish Communication Lunchが実施されていて、ALTの先生方などと会話しながら昼食を楽しめる。
- カフェテリア　-昼食を食べることができる。日替わりで定食などが販売されていて、購入せずにお弁当を持参することもできる。前日の放課後から食券を購入することができ、交通系ICカードなども利用できる。
- コンビニ　-ミニストップの商品や普通のコンビニの商品、お弁当屋さんのお弁当などを朝や昼食の時間帯に購入できる。
- 自動販売機　-4台の自動販売機がカフェテリアの奥、視聴覚室の前に設置されていて、自動販売機によっては交通系ICカードに加えて、楽天Edy、PayPay、IDなども使用できる。
- チャットラウンジ　-本館2階に設置されているチャットラウンジ。ASP活動では会議室として使用されたり、自習室、教員との相談などさまざまな用途で使用されている。
- 自習室　-40席ほどあり、それぞれの席に仕切りもあるため、自分の自習に集中することができる。毎日担当教員が自習室の受付にいるため、質問もできる。

## 所在地・アクセス
東京都大田区本羽田一丁目4番1号
- 京急空港線糀谷駅 徒歩7分
- JR・東急蒲田駅東口から京急バス蒲40・蒲41・蒲42・蒲43・蒲46系統に乗車し、「簡野学園」停留所下車

## ASP（部活動）
- 硬式野球部
  - 全国高等学校女子硬式野球連盟加盟校のひとつ。1997年（平成9年）の連盟発足以来すべての全国大会に出場している強豪部でプロ選手も多く輩出している。
  - 2010年（平成22年）4月 - 第11回全国高等学校女子硬式野球選抜大会　優勝
  - 2012年（平成24年）8月 - 加須鯉のぼり杯　第３回全国女子硬式野球ユース選手権大会　優勝
  - 2012年（平成24年）11月 - ジャイアンツ杯争奪 秋季ヴィーナスリーグ　優勝
  - 2013年（平成25年）4月 - 第14回全国高等学校女子硬式野球選抜大会　準優勝
  - 2013年（平成25年）8月 - 第17回全国高等学校女子硬式野球選手権大会　準優勝
  - 2013年（平成25年）8月 - CHINTAI presents 加須鯉のぼり杯 第4回全国女子野球ユース選手権大会　準優勝
  - 2014年（平成26年）4月 - 第15回全国高等学校女子硬式野球選抜記念大会　優勝
- バレーボール部
  - 2005年（平成17年） - 関東私立高等学校男女バレーボール選手権大会に初出場。以後2007年（平成19年）まで3年連続出場。
- バドミントン部
  - 新人戦大会兼全国選抜大会東京都予選ベスト4
- 書道部
  - 弘法大師奉賛高野山競書大会で高野山書道協会賞、特選、準特選を受賞。
- チアリーディング部
  - JAPANCUP2019チアリーディング日本選手権大会準決勝進出
  - 第29回全日本高等学校チアリーディング選手権11位
- 吹奏楽部
  - コンクールや定期演奏会ほか様々な演奏依頼を受けて日々活動している。
- ダンス部
  - 色々な種類のダンスから自分のスタイルにあったダンスを練習している。
- 幼児教育研究会
  - 地域の大きなイベントにバルーンアートや会場ボランティアとして参加している。
- 茶道部
  - 週に2回の稽古で許状の取得もできる。

## WINGSプログラム
「WINGSプログラム」とは、主体的かつ創造的に生きていくための土台形成をするグローカルキャリア教育のプログラムである。
- HANEDA留学　-羽田という地を最大限利用し、他国の高校生、大学生などを高校に招いてリアルなコミュニケーションで相互理解を深める。
- 企業/地域とコラボ　-地域の企業「株式会社JALスカイ」や「ANAビジネスソリューションズ株式会社」と提携し、本物のおもてなしの心、国際感覚、コミュニケーションスキルを磨く。Global Athlete Projectとの教育連携で、日常的に外国語に触れる機会を増やすようにし、自然と外国語や多文化への興味、関心を高める。
- 海外研修　-2年次に学びの実践として多文化理解や言語力をさらに高める。アメリカ（シアトル）からカナダ（バンクーバー）を横断する4泊6日の旅を行う。また、中期留学のプログラムやドイツ研修、マレーシア交流を希望者に行う。
- 進路サポート　-希望進路100%を目指して、「Ai GROW」などを使用し、潜在的な性格、能力を可視化する。また、WINGSゼミを、学校の塾として放課後も授業を行う。

## 著名な出身者
- 中平千佳 - 元女子プロ野球選手
- 中村沙織 - 元女子プロ野球選手
- 今井志穂 - 元女子プロ野球選手
- 笹生なつみ - 元女子プロ野球選手
- 佐々木希 - 元女子プロ野球選手

## その他
- 修学旅行は、アメリカ・シアトルからカナダ・バンクーバーを縦断する4泊6日。
- 高校へ海外の高校生、大学生を招いて行うHANEDA留学。
- アメリカ、カナダ、ニュージーランドへの3か月もしくは6か月の中期留学（任意）。
- ドイツ研修プログラム。（姉妹校との交流）
- マレーシア国際交流。
- Eラーニングを使った学力向上システム
- 趣味・資格から進学まで多彩な講座を展開するASP。

## 併設校
- 簡野学園羽田幼児教育専門学校（幼稚園教員・保育士養成校）
- 簡野学園ふぞく幼稚園
- 簡野学園ふぞく保育室（大田区認定保育所）
- 簡野学園ふぞく北糀谷保育園
- 簡野学園ふぞく糀谷駅前保育園
- 簡野学園ふぞく六郷保育園
- 簡野学園ふぞく東六郷保育園
- 簡野学園ふぞく仲六郷保育園